# Київський театр транспорту
Київський театр транспорту — драматичний театр, який діяв у Києві 1952—1959 років.

## Історія театру
Театр був створений 1952 року на базі пересувного Київського транспортного російського драматичного театру Південно-Західної залізниці, який мав 2 залізничних вагона і показував вистави в багатьох невеликих населених пунктах України (на залізничних станціях, в депо майстерень тощо).
Розмістився театр в Будинку культури автотранспортників ім. Фрунзе (колишня Синагога Баришпольського, нині — Будинок дитячої творчості Голосіївського району) на проспекті 40-річчя Жовтня, 22 (нині — Голосіївський проспект).
Головний режисер — Шарлотта Мусіївна Варшавер, від 1958 — Борис Олександрович Піковський.
В трупі театру більшість складали молоді актори, випускники Київського театрального інституту.
Свого часу в театрі працювали: режисер О. Сумароков, художник М. Духновський, С. Станкевич та ін.
Київський театр транспорту діяв до 1959 року.

## Репертуар
Українські класичні п'єси
- «Шельменко-денщик» Г. Квітки-Основ'яненка
- «Хрест життя» М. Старицького

Російські класичні п'єси
- «Пізнє кохання» О. Островського
- «Красунчик чоловік» О. Островського

П'єси радянських драматургів
- «Життя починається знову» В. Собка
- «Любов на світанні» Я. Галана
- «Не називаючи прізвищ» (комедія В. Минка)
- «Веселка» (комедія М. Зарудного)
- «Віра, Надія, Любов» А. Школьника
- «Третя молодість» братів Петра та Леоніда Тур
- «Історія одного кохання» К. Симонова
- «Одна» С. Альошина
- «Персональна справа» Олександра Штейна
- «Машенька» А. Афіногенова

П'єси зарубіжних драматургів
- «Домовик» Едуарда Вільде
- «Земний рай» Орлина Василева
- «Домбі і син» за Чарлзом Дікенсом
- «Стежкою грому» Пітера Абрагамса
- «Підступність і кохання» Ф. Шиллера
- «Шинкарка» Карло Ґольдоні

## Відомі актори
- Бурлюк Алла Леонідівна
- Кравець Марія Онуфріївна
- Поліщук Віктор Петрович
- Сергеєв Микола Матвійович
- Смолярова Олександра Захарівна
- Бондар Іван Севастянович